# Брансфорд (Тенеси)
Брансфорд (енгл. Bransford) насељено је место без административног статуса у америчкој савезној држави Тенеси.

## Демографија
По попису из 2010. године број становника је 170.
| Група             | 2000.    | 2010.       |
| Белци             | 0 (0,0%) | 155 (91,2%) |
| Афроамериканци    | 0 (0,0%) | 4 (2,4%)    |
| Азијати           | 0 (0,0%) | 3 (1,8%)    |
| Хиспаноамериканци | 0 (0,0%) | 2 (1,2%)    |
| Укупно            | 0        | 170         |